# Jean-Pierre Abel-Rémusat
Jean-Pierre Abel-Rémusat (Paris, 5 de setembro de 1788 – Paris, 2 de junho de 1832) foi um médico e sinólogo francês.
- Abel-Remusat, tr. Mémoires et Anecdotes sur la Dynastie régnante des Djogouns, Souverains du Japon, avec la description des fêtes et cérémonies observées aux différentes époques de l'année à la Cour de ces Princes, et un appendice contenant des détails sur la poésie des Japonais, leur manière de diviser l'année [par Isaac Titsingh (1745-1812)]; Obra com pranchas coloridas, copiadas dos desenhos originais. Paris (Nepveu), 1820.